# Nioro du Sahel
Nioro du Sahel is een stad (commune urbaine) en gemeente (commune) in de regio Kayes in Mali. De gemeente telt 33.700 inwoners (2009).

## Geschiedenis
De stad Nioro werd opgericht in de 16e of 17e eeuw door een slaaf, genaamd Diawandé. Het bereikte zijn hoogtepunt in de 18e eeuw, toen het de hoofdstad van het Bambarakoninkrijk Kaarta was. De stad was een belangrijk handelscentrum tussen de bovenste Sénégal en Soedan.
De gemeente bestaat uit de volgende plaatsen:
- Awoïny
- Diaka
- Diawély Counda
- Diawély Rangabé
- Gourel Sinthiou Abdoul Kawel
- Kabala
- Kamandapé
- Kérébilé
- Loumbougana
- Madina Alahéry
- Madonga
- Maguiraga Counda
- Mali Counda
- Sylla Counda
- Tichitt

## Geboren
- Cheick Modibo Diarra (1952), astrofysicus, zakenman en politicus